# Melanospora longisetosa
Melanospora longisetosa är en svampart som beskrevs av P.F. Cannon & D. Hawksw. 1982. Melanospora longisetosa ingår i släktet Melanospora och familjen Ceratostomataceae.   Inga underarter finns listade i Catalogue of Life.